# 蔡彭
蔡彭（1558年—？），字敦賢，號信菴，福建泉州府晉江縣人，匠籍，明朝政治人物。

## 生平
萬曆七年（1579年）己卯科福建鄉試第八十八名，萬曆十一年（1583年）癸未科會試第二百七十五名，登三甲第二百四十六名進士。刑部觀政，次年授浙江嘉善县知县，十八年升工部主事，十九年降闲散。

## 家族
曾祖蔡璣；祖父蔡繼；父蔡以德。母黃氏。永感下。